# Ден на Потсдам
„Денят на Потсдам“ (на немски: Tag von Potsdam) е наименованието на тържествата в гр. Потсдам на 21 март 1933 г. по случай откриването на новия Райхстаг след федералните избори в Германия през март 1933. Изборите се провеждат на 5 март, когато нацистите вече имат стабилни позиции във властта, а от пожара в Райхстага са изминали шест дни. Победата в изборите е на Националсоциалистическата германска работническа партия. Тържествата на този ден включват военни паради, паради на паравоенни формирования, църковни служби, оперни постановки и други мероприятия, включително с участие на организации на ветерани от войната и представители на свалената династия Хоенцолерн. 
Кулминацията на тържествата е държавен акт в Гарнизонната църква. На него присъстват райхспрезидентът Паул фон Хинденбург, райхсканцлерът Адолф Хитлер, членовете на неговото правителство и депутатите от Райхстага, с изключение на депутатите от ГСДП и КПГ, както и поканени гости от обществения живот, бизнеса и Райхсвера. По този начин актът наподобява приема даван от императора в чест на новите депутати от Райхстага, както е било обичайно до падането на монархията през 1918 г. Същинското учредително заседание на Райхстага се провежда следобед в операта „Крол“ в Берлин, която замества сградата на Райхстага, който бил опожарен по-малко от месец по-рано.
Един месец след избирането на Адолф Хитлер за райхсканцлер, автокрацията на Националсоциалистическата германска работническа партия, към която той се стреми, по никакъв начин все още не е затвърдена. Коалиционното му правителство с дясната консервативна Немска национална народна партия, зависи преди всичко от доверието на Райхпрезидента. Затова на 28 февруари 1933 г. сутринта Хитлер и кабинетът на Райха решават да превърнат откриването на Райхстага в публичен спектакъл „Ден на Потсдам“, който има за цел да зарадва консервативните и монархически настроени хора – като райхпрезидента Хинденбург и Райхсвера. Денят трябва да направи видима връзката между „старото величие и младата сила“ на националсоциализма. Целта на тези тържества е подобряване на общественото мнение спрямо Хитлер и спечелване на нови симпатизанти като за това церемонията е заснета на филм за масово разпространение. Счита се, че „Денят на Потсдам“ и церемонията в Гарнизонната църква оставят дълбоко емоционално впечатление у населението и укрепват политическото превъзходство на Хитлер.
Противно на често изразяваното мнение, че Министерството на народното просвещение и пропагандата на Райха под ръководството на Йозеф Гьобелс отговаря за организирането на тържествата, всъщност по-скоро може да се предположи, че в организирането участват редица участници, сред които не само Хитлер и правителството на Райха, но преди всичко райхпрезидентът Хинденбург, въоръжените сили на Райха, църквите, Министерството на вътрешните работи на Райха и администрацията на Райхстага. Гьобелс, който встъпва в длъжност като министър на 13 март 1933 г., отговаря основно само за пропагандното използване на празника, особено по радиото, както и за организирането на съпътстващата програма. В този контекст историкът Мартин Саброу говори за една упорита „легенда“, която приписва „цялата отговорност за голямото събитие в Потсдам на Гьобелс“.